# Mustamäe
Mustamäe is een van de acht stadsdistricten (Estisch: linnaosad) van Tallinn, de hoofdstad van Estland. De ‘buren’ van Mustamäe zijn de stadsdistricten Haabersti, Nõmme en Kristiine. De naam is afgeleid van de heuvel Mustamägi (‘zwarte berg’), die op de grens met het stadsdistrict Nõmme ligt.
Mustamäe is met 8,08 km² het een na kleinste stadsdistrict van Tallinn. Het had 65.978 inwoners op 1 januari 2022. De bevolkingsdichtheid is dus ongeveer 8.166/km². Wat dat betreft is Mustamäe op Lasnamäe na het stadsdistrict met de meeste inwoners.
Het stadsdistrict is onderverdeeld in vier subdistricten of wijken (Estisch: asumid): Kadaka, Mustamäe, Sääse en Siili.

## Bevolking

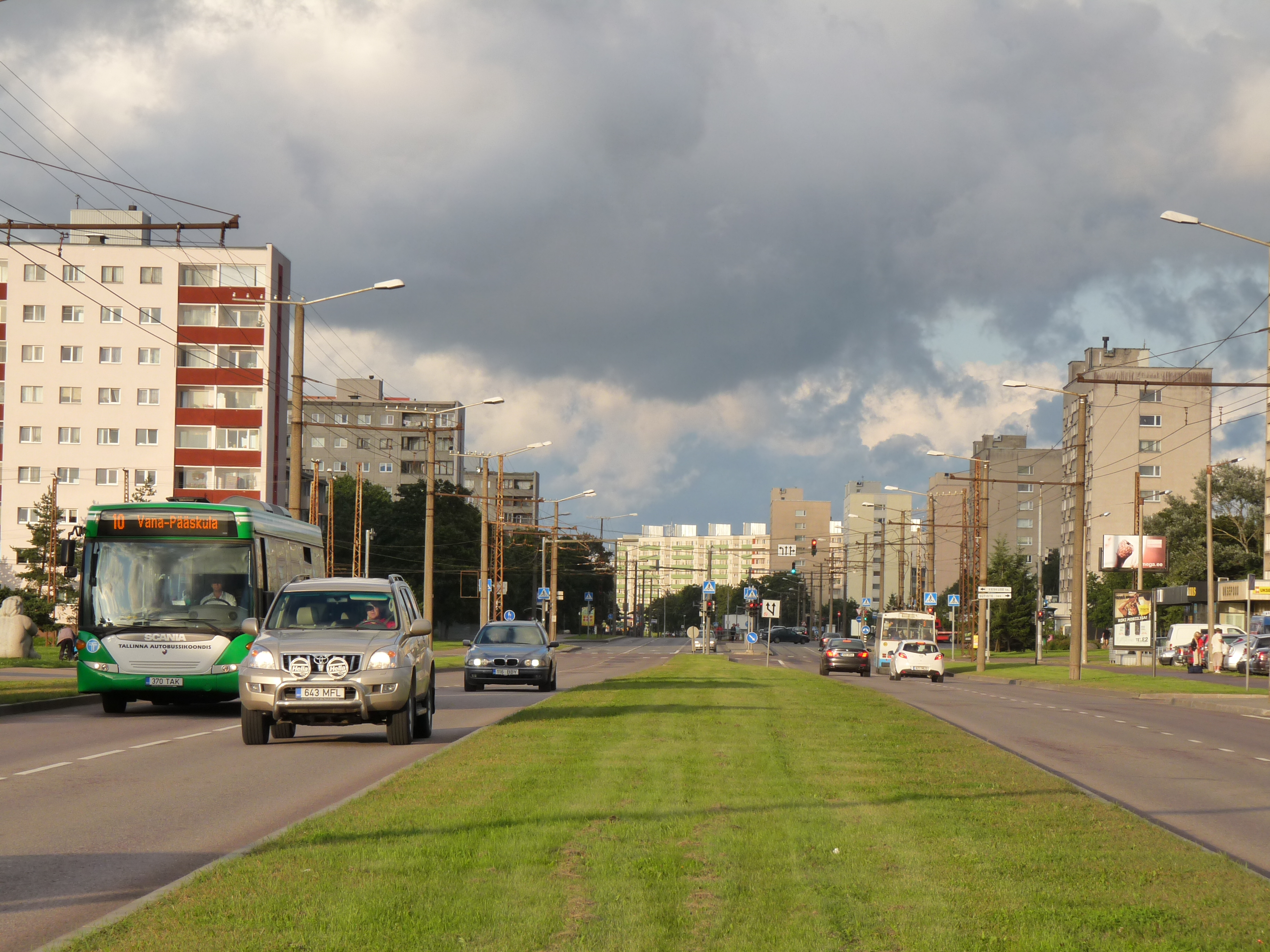
De Sõpruse puiestee, een van de doorgaande wegen door het district, met een lengte van 4,5 km

Vergeleken met Lasnamäe zijn er overeenkomsten en verschillen. Beide districten bestaan uit hoogbouw in Sovjetstijl en fungeren vooral als slaapstad. Maar waar Lasnamäe een Russische meerderheid heeft, bestaat de meerderheid van de bevolking van Mustamäe uit Esten: 56,4% heeft Estisch als moedertaal, 33,1% Russisch, 3,4% Oekraïens en 1,5% Wit-Russisch. Als we kijken naar de nationaliteit van de bevolking, heeft 79,9% de Estische nationaliteit, 7,1% is stateloos, 6,3% heeft de Russische en 1,5% de Oekraïense nationaliteit (cijfers van januari 2020).

## Geschiedenis

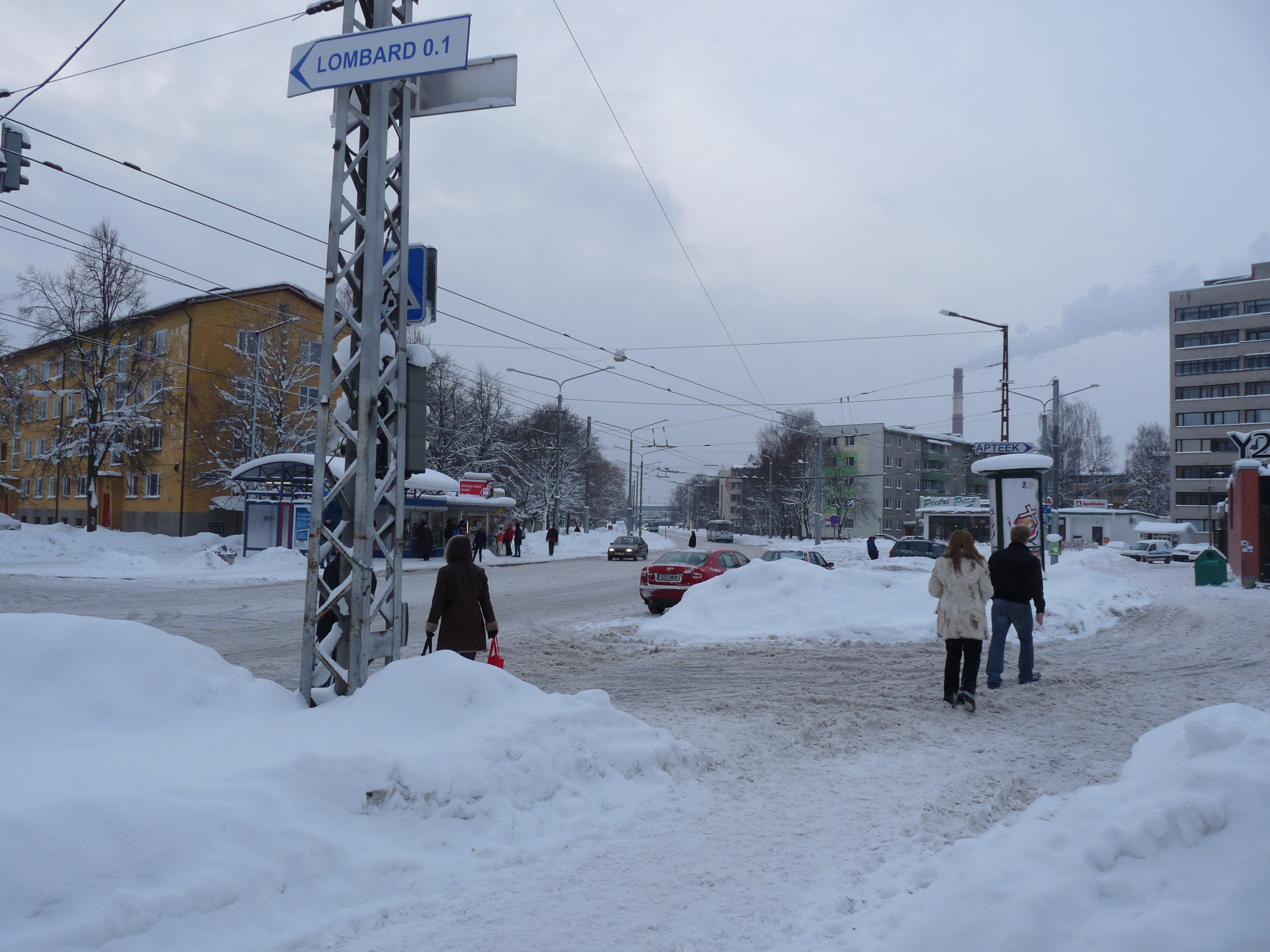
De straat Vilde tee op een winterse dag

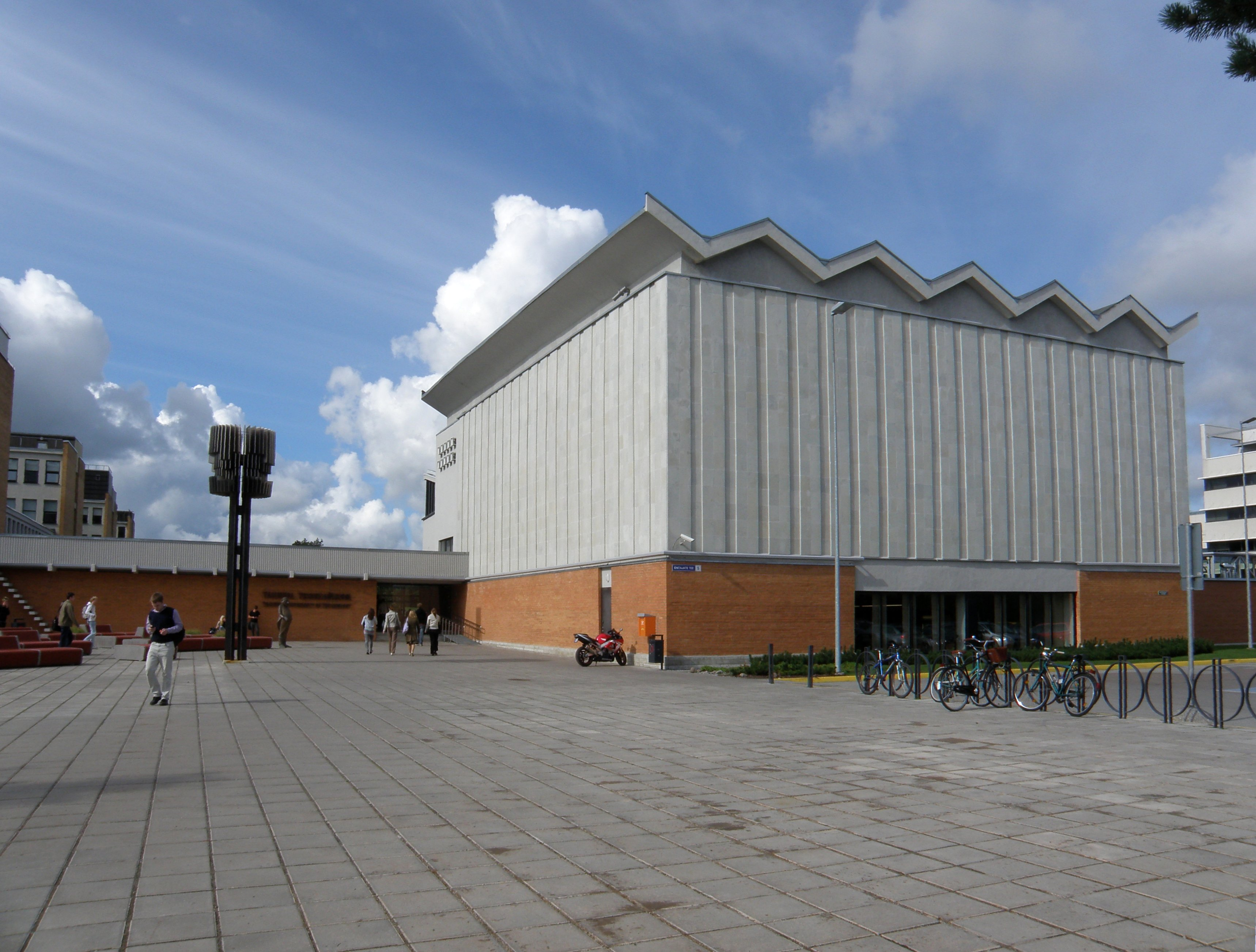
De Technische Universiteit Tallinn

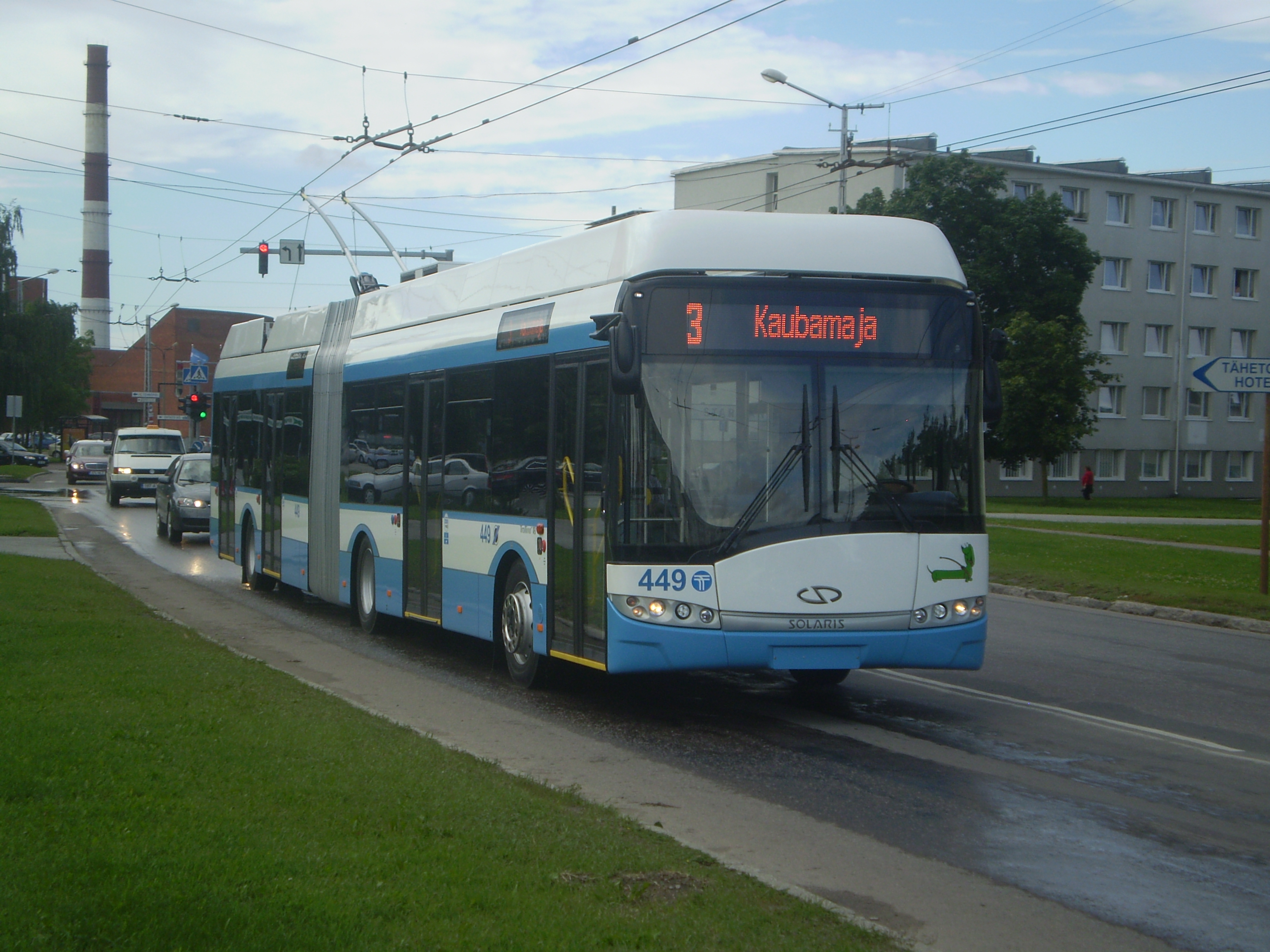
Trolleylijn 3 door Mustamäe

In 1945 kreeg Tallinn onder Sovjetbezetting een nieuwe bestuurlijke indeling. Mustamäe werd bij de rajon Kesklinn (‘binnenstad’) gevoegd. In het begin van de jaren zestig van de 20e eeuw werd de rajon nog wat uitgebreid en kreeg het de naam Rajon Midden. In 1962 begon in het tot dan toe groene gebied de bouw van flats volgens het Plattenbauprincipe. De nieuwe wijk werd opgezet volgens het idee van het microdistrict: groepen woongebouwen die onderling waren gescheiden door groengordels en wegen.
In 1973 was de wijk klaar en werd de Rajon Midden herdoopt in Oktoberrajon, naar de Oktoberrevolutie. Het grootste deel van de binnenstad ging naar een andere rajon, de Leninrajon. Na het herstel van de onafhankelijkheid in 1991 werd de Oktoberrajon de Westrajon, en in 1993 werd de rajon opgesplitst. Toen ontstonden Mustamäe en Kristiine, terwijl kleine delen van de rajon naar de stadsdistricten Kesklinn, Nõmme en Põhja-Tallinn gingen.

## Voorzieningen
Een van de twee universiteiten van Tallinn, de Technische Universiteit Tallinn, is gevestigd in Mustamäe. In het district zijn ook zeven middelbare scholen. In het Duitse Gymnasium (Tallinna Saksa Gümnaasium) worden naast lessen in het Estisch ook lessen in het Duits gegeven. Daarnaast is Engels verplicht en kunnen de leerlingen ook Russisch, Zweeds en Frans leren.
Er zijn twee ziekenhuizen in het district; een ervan is een kinderziekenhuis.
In Mustamäe is het energiebedrijf Eesti Energia gevestigd. Ook Skype en het busbedrijf van Tallinn (Tallinna Autobussikoondis) hebben hier hun hoofdkwartier. Verder is er ook wat industrie: levensmiddelen, textiel en bouwmaterialen. Een zuivere slaapstad is het dus inmiddels niet meer.

## Vervoer
Mustamäe heeft drie grote doorgaande wegen: Mustamäe tee, Sõpruse puiestee en Ehitajate tee.
Het stadsdistrict wordt bediend door vier trolleybuslijnen: 
- Lijn 1 naar het warenhuis Tallinna Kaubamaja in het centrum.
- Lijn 3 naar het warenhuis Tallinna Kaubamaja via een andere route.
- Lijn 4 naar het Baltische Station.
- Lijn 5 naar het Baltische Station via een andere route.

Daarnaast heeft het district diverse buslijnen. Daaronder zijn ook lijn 24 (de vroegere trolleybuslijn 2) naar de Nationale Opera Estonia in het centrum en lijn 72 (de vroegere trolleybuslijn 9) naar Kopli, die nu door dieselbussen worden gereden.